# 모하마드 가지 알잘랄리
모하마드 가지 알잘랄리는 2024년 9월부터 2024년 12월까지 재직한 시리아 아랍 공화국의 마지막 총리이다. 2024년 시리아 총선 이후 바샤르 알아사드의 임명으로 시리아의 총리에 올랐다. 2024년 12월 8일 시리아 반군의 다마스쿠스 함락 이후 그는 이틀 동안 시리아 과도정부에 권력을 이양하는 역할을 맡았고, 12월 10일 모함메드 알바시르에게 총리직을 넘겨주었다.
총리가 되기 이전 모하마드는 2008년부터 2014년까지 시리아 통신정보기술부 부장관으로 있다 2016년까지 와엘 나데르 알할키의 내각에서 통신정보기술부 장관을 맡았다.